# ویر، پوید پاریش
ویر، پوید پاریش (به لاتین: Veere, Pöide Parish) یک روستا در استونی است که در دهستان پویده واقع شده‌است.